# Bobolice (województwo śląskie)
Bobolice – wieś w Polsce, położona w województwie śląskim, w powiecie myszkowskim, w gminie Niegowa.

## Nazwa
Miejscowość ma metrykę średniowieczną i notowana jest od XIV wieku. Wymieniona w 1370 jako Bobolice, 1396 Bobolicz, Bobolin, Bobilicz, Balinlicze, Boboliczicze, Boblicze .

## Historia
Wieś założona została prawdopodobnie na prawie polskim i początkowo była własnością królewską. Około 1350–1352 obok wsi król polski Kazimierz III Wielki zbudował warowny zamek .
W 1370 król polski Ludwik Węgierski z okazji swojej koronacji nadaje Władysławowi Opolczykowi zamek bobolicki wraz z przyległymi wsiami. W 1383 polska szlachta na zjedzie w Sieradzu domaga się aby królowa polska Jadwiga Andegaweńska po objęciu tronu w Polsce przywróciła miejscowości nadane Opolczykowi Królestwu Polskiemu. W 1394 król polski Władysław Jagiełło na prośbę Andrzeja właściciela Bobolic przenosi jego dobra: Zdów, Ogorzelnik, folwark Lgota, Tomiszowice, Niegowę, Wysoką, Tarnowę z prawa polskiego na prawo magdeburskie. Dokument ten nie odnotowuje jednak wsi Bobolice oraz zamku .
W 1396 Jagiełło zajmuje zamki znajdujące się we władaniu Władysława Opolskiego, w tym również Bobolice. Od tego momentu miejscowość należy do Korony Królestwa Polskiego. W 1418 dokumenty historyczne wzmiankują sołtysa urzędującego we wsi .
W drugiej połowie XVI wieku miejscowość posiadał sekretarz królewski, kanonik krakowski oraz archidiakon warszawski Stanisław Fogelweder. W 1589 w Brańsku zrobił on swoim synom zapis ze swoich dóbr, na które składały się wieś i zamek Bobolice, Zdów, Ogorzelnik, Tomiszowice, Stary Folwark zwany Lgota, Niegowa oraz Niegówka, pustka, należąca do kościoła w Niegowie.
Po rozbiorach Polski miejscowość znalazła się w zaborze rosyjskim i leżała w Królestwie Polskim. W XIX-wiecznym Słowniku geograficznym Królestwa Polskiego wymieniona jest jako wieś leżąca w powiecie będzińskim.

## Obecnie
W latach 1975–1998 miejscowość administracyjnie należała do województwa częstochowskiego.
Aktualnie wieś jest ośrodkiem wypoczynkowym. Największą atrakcją turystyczną wsi jest położony na Szlaku Orlich Gniazd zamek.